# Пасынков, Лев Павлович
Лев Па́влович Па́сынков (15 (27) декабря 1886, Ростов-на-Дону, Российская Империя — 15 ноября 1956, Москва, РСФСР, СССР) — русский советский писатель, этнограф, переводчик, работник по истории материальной культуры Востока. С 1944 года был руководителем отдела национальной культуры СССР в «Литературной газете», где, в том числе, принимал участие в организации декады литовской литературы и искусства в Москве
Автор ряда романтизированных повестей о народах Кавказа, исторических исследований, являющихся, по мнению лингвистов К. Э. Штайн и Д. И. Петренко, важными для исследователей истории повседневности, быта, культуры народов этого региона, и отмеченных Почётной грамотой Президиума Верховного Совета Дагестанской АССР. Вместе с тем, один из романов Пасынкова — «Тайпа» — хоть и получил положительную оценку со стороны Максима Горького, на него была обрушена критика со стороны ингушских литературоведов (Д. Д. Мальсагова, И. А. Дахкильгов и др.), а также литературоведов вроде Л. П. Семёнова и В. А. Васильева, которые писали, что с этнографической точки зрения автор неправильно написал об ингушах.

## Биография
Лев Павлович Пасынков родился в 1886 году в Ростове-на-Дону в семье железнодорожного мастера. После окончания технического железнодорожного училища работал два года практикантом на промере реки Волги. Служить на военной службе ему пришлось в Тифлисе; там он написал свой первый рассказ «У горы Давида», напечатанный в ростовской газете «Народная мысль» в 1906 году. Также работал в качестве фельетониста в газетах «Донская речь» и «Приазовский край». Вёл организационную работу среди национальных меньшинств Северокавказского края. Написал ряд работ по этнографии Северного Кавказа. Имел звание научного работника по истории материальной культуры Востока. Рассказы Льва Павловича «Был город», «Поезд смерти», опубликованные в 1906 году, выражали «интеллигентский» протест против реакционно-мещанских настроений, усилившихся после 1905 года.
В 1914 году Пасынков переехал в Петроград. Этот год был знаковым для Льва Павловича, так как он познакомился с Максимом Горьким. С того времени всё дальнейшее творчество Пасынкова прошло под неослабевающим вниманием пролетарского писателя, и с того момента Пасынкова относят к прозаикам «горьковской генерации». Сблизился Пасынков также с издателем В. С. Миролюбовым. Активно печатался в крупных печатных органах «Летопись», «Ежемесячный журнал», «Нива» (рассказы «Прогулка», «Священная роща», «Страстоцвет» и др.) и «Огонёк».
После Октябрьской революции с 1919 по 1922 год жил на Кубани, где писал роман «Атаман Серьга». В 1922 году Лев Павлович возвратился обратно в Ростов-на-Дону. Здесь он заведовал краевым отделом газеты «Советский юг». В ряде рассказов, написанных с 1920 по 1925 годы, Пасынков ставил вопросы о проблеме советского хозяйственного строительства («Сарана», «Два памятника», «Ислам Иван Кучак», «Богатый Мустафа»). В качестве корреспондента газеты объездил всё низовье Дона. Писателю удалось собрать большой материал, лёгший в основу романа «Заповедные воды». Лев Пасынков путешествовал по Северному Кавказу, Дагестану, Азербайджану, знакомился с бытом кавказских народов, с национальными писателями, изучал дагестанское ковроткачество. На этом материале в Москве в период с 1927 по 1941 год выходили его прозаические произведения «Голубой цветок», «Дети гор», «Тайпа», «Молодые рыбаки», «Огневой» и «Человек в лесу».
В 1941 году Лев Павлович приехал в Киргизскую ССР. Он сразу же активно включился в творческую жизнь республики: редактировал альманах «Киргизстан» (ныне журнал «Литературный Кыргызстан»), сборник очерков «Всадники Киргизии», переводил на русский язык произведения Кубанычбека Маликова, Тугельбая Сыдыкбекова, Аалы Токомбаева, Райкана Шукурбекова и других. Писал на киргизском материале рассказы, очерки, статьи, выступал как популяризатор тогда молодой киргизской литературы, передавал свой богатый опыт начинающим писателям.
В 1944 году возвратился в Москву, где начал руководить отделом национальной культуры СССР в «Литературной газете»; тогда она находилась на улице 25 Октября в комнатках, «похожих на спичечные коробки». Связи с писателями национальных республик не прерывались и тогда. По воспоминаниям М. И. Зорина, Юрий Олеша и Лев Пасынков симпатизировали друг другу, хотя писатели очень различные:
Склонный к документальной прозе, большой знаток многих национальных литератур нашей Родины, тонкий ценитель слова, писатель, которого хорошо знал и любил Максим Горький, автор книг, отмеченных Горьким, Лев Павлович знал о тёплом отношении Алексея Максимовича к Олеше, к его произведениям.
Тогда в редакции «Литературной газеты» велась подготовка к декаде литовской литературы. Председатель Союза писателей Литвы Йонас Шимкус принёс Льву Павловичу стопку книг литовских писателей, изданных на русском языке в Москве и Вильнюсе. Зорин написал по памяти их разговор: «В такой клетушке тесно таким львам, как вы», — сказал Шимкус. Пасынков ответил ему: «Таким львам, как я, терпимо, но вам и присесть негде». Йонас Шимкус попросил Льва Павловича, чтобы об этих книгах высказались лучшие русские писатели и критики: «Поищите строгих и требовательных, пусть без всякой скидки на молодость, на перевод, без лишней деликатности разберут работы литовских писателей». После встречи в отдел к Пасынкову пришёл Юрий Олеша. «Вот строгий и требовательный, вот мастер, но слишком деликатный» — смеялся Лев Павлович, и поручил Юрию Карловичу написать рецензию на любую из книг. Тогда писатель выбрал томик Юлии Жемайте и, по воспоминаниям Михаила Зорина, пропал. Но Олеша всё это время изучал творчество Жемайте в Ленинской библиотеке (ныне РГБ), знакомился со всем справочным материалом, и после одобрения Пасынкова на страницах «Литературной газеты» в день открытия декады появилась статья Олеши «К свету», в которой поэт разбирал рассказы Юлии Жимантене; в ней был и анализ рассказов, и биографические сведения о писательнице, и показаны истоки её творчества, художественное влияние Тургенева.
В 1950 году Лев Павлович был вынужден оставить работу в «Литературной газете», так как терял зрение. Будучи больным, он отредактировал много книг национальных писателей: абхазского — Ивана Папаксира «К долгой жизни» (также написал вступительную статью на роман), грузинского — Александра Чейшвили «Лело», башкирского — Акрама Валиева «Первые шаги», а также писал статьи о Джамбуле Джабаеве, Сулеймане Стальском, Гамзате Цадаса и других. Уже будучи совершенно слепым он продиктовал несколько вариантов воспоминаний о Максиме Горьком.
Лев Павлович умер в 1956 году в Москве после тяжёлой и продолжительной болезни. Похоронен на Донском кладбище вместе с женой Анной Ивановной (1886—1961). После смерти Льва Павловича, в 1957 его воспоминания о Максиме Горьком были опубликованы в журнале «Москва»; в них он рассказал о встречах с писателем, его суждениях о жизни, литературе и творчестве отдельных писателей, а также черты его характера. Пасынков, помимо воспоминаний о Владимире Маяковском и Александре Бусыгине, оставил мемуары о Сергее Есенине и Борисе Садовском, являющиеся, по мнению исследователей, подтверждением их знакомства. В 1966 году Михаил Адриасов включил статью Льва Пасынкова «Останется!» про Михаила Шолохова в сборник произведений писателя от издательства «Правда».

## Критика и признание
В 1934—1935-е годы роман Пасынкова «Тайпа» вызвал большой резонанс в Ингушетии и за её пределами. Переиздававшийся несколько раз в центральных издательствах многотысячными тиражами роман, по мнению ингушских критиков, обливал 
ингушский народ грязью. Это, а также то, что в центральной печати высказались положительно о романе, и даже хотели на его основе снять художественный фильм, вызвало возмущение со стороны ингушской общественности. В 1932 году в журнале «Революция и горец» литературные критики Д. Д. Мальсагов, Л. Хаматханов и Л. П. Семёнов опубликовали рецензию «О романе „Тайпа“ Л. Пасынкова и киносценарии „Голубой шайтан“ Л. Пасынкова и Юнаковского». Критики, в первую очередь Мальсагов, раскритиковали роман за «искажённое и клеветническое» изображение жизни и быта ингушей, что выставило их «дикарями». В марте 1936 года Мальсагов выступил и с другой критической статьёй «Этнография ингушей в романе Л. Пасынкова „Тайпа“». После того, как Пасынков заявил, что его роман хорошо оценил М. Горький (он назвал роман «неожиданным подарком молодой советской литературы»), Мальсагов написал последнему письмо, в котором говорил:

<...> я, как ингуш, занимающийся ингушским языком и этнографией, не могу молчать об этнографической неправде, допущенной Пасынковым <...> она извращает и опошляет самые священные для ингушского народа воспоминания о потоках крови, пролитой за дело Октября <...> нельзя любить великую родину, одновременно не любя каждый из народов <...>

Из-за сильного протеста со стороны ингушской интеллигенции, кино так и не было снято на основе этого романа. Критика со стороны Д. Д. Мальсагова была поддержана литературоведами и критиками вроде В. А. Васильевым, И. А. Дахкильговым и Я. С. Патиевым. 
Расул Гамзатов относил Льва Пасынкова к писателям, обладавшим вместе с «чувством собственной национальности» умением "понимать психологию, умонастроения, заботы и настроения братских народов.
Другой его роман «Заповедные воды» был раскритикован литературоведом Владимиром Щербиной за «статичность» сюжета и излишнюю детализацию патриархальных отношений. Обращаясь к творчеству Пасынкова в целом, критик отметил ряд особенностей в его произведениях: стремление показать реальную жизнь народов Кавказа, к которому писатель пришёл не сразу, а также осветить по-новому старые традиции «отсталых» народов. Щербина также отметил «громаднейшее разнообразие бытовых картин, событий» в произведениях Льва Павловича.
Поэт и литературовед Владислав Шошин считал, что Пасынков интересен «своеобразием эстетической интерпретации материала, опорой на фольклор и национальные литературные традиции», сочетанием «элементов реализма и романтики». Илья Березарк считал творчество Льва Павловича «оригинальным» и «своеобразным», из-за чего его шутя называли «Детским гением». Березарк характеризовал его как скромного человека, не гоняющегося за «писательскими лаврами», так как он был воспитан в среде старой интеллигенции, где «преклонялись» перед писателями: «Передавали его слова, ставшие потом крылатыми: „Мне как-то неловко называть себя писателем. Это всё равно что называть себя красавцем“». Первый редактор литературного журнала «Москва» Николай Атаров называл его одним из «самых достоверных историков современности».
В 2017 году лингвисты К. Э. Штайн и Д. И. Петренко включили труды Льва Павловича в антологию «Caucasica», подготовленную в научно-исследовательской лаборатории «Текст как явление культуры: Кавказоведение. Метапоэтика. Педагогика» историко-филологического факультета СтавГУ. В антологии его работы назвали важными для исследователей истории повседневности, быта и культуры народов Кавказа.
Лев Павлович был награждён Почётной грамотой Президиума Верховного Совета Дагестанской АССР.

### На русском
- Васильев В. А. Вместо предисловия // Библиографический справочник по ингушской художественной литературе / О. А. Мальсагов; Ред.: А. М. Шадиев. — Орджоникидзе: «Сердало», 1933. — С. 1—12. — 37 с. — 1000 экз.
- Избранная переписка // Дошлуко Дохович Мальсагов: день за днем. Из эпистолярного наследия / Сост.: Л. Д. Мальсагова, М. С.-Г. Албогачиева; Рец.: А. И. Халидов, И. В. Стасевич; МАЭ РАН. — СПб.: МАЭ РАН, 2018. — С. 28—189. — 208 с. — ISBN 978-5-88431-354-5.
- Мальсагова М. И. Жизнь и деятельность профессора Д.Д. Мальсагова // Вестник ИНИИГН  / Гл. ред.: Н. М. Барахоева. — Магас, 2015. — № 1. — С. 228—232.
- Патиев Я. Писатели Ингушетии. Кн. 1 : [в 2 кн.] / Руководитель проекта: Р. А. Газдиева; НБРИ им. Дж. Х. Яндиева. — Ростов н/Д. : Южный издательский дом, 2015. — 200 с. — 1000 экз. — ISBN 978-5-98864-071-4.
- Ужахова М. К. Дошлуко Дохович Мальсагов. Вехи жизни // Дошлуко Дохович Мальсагов: день за днём. Из эпистолярного наследия / Рец.: А. И. Халидов, И. В. Стасевич; МАЭ РАН. — СПб.: МАЭ РАН, 2018. — С. 4—27. — 208 с. — ISBN 978-5-88431-354-5.
- Щербина В. Р. Пасынков Лев Павлович // Литературная энциклопедия : в 11 т. : т. 8 / Гл. ред. Луначарский А. В. ; учёный секретарь Михайлова Е. Н. — М. : ОГИЗ РСФСР, гос. словарно-энцикл. изд-во «Сов. Энцикл.», 1934. — 736 стб. : ил.
- Самаганов Дженбай. Московские переводчики и литературоведы // Писатели Советского Киргизстана / под ред. Озмитель Е. К.. — Фрунзе: Киргизгосиздат, 1958. — 273 с. — 7000 экз.
- Григорянц С. И. Пасынков Лев Павлович // Краткая литературная энциклопедия / Гл. ред. А. А. Сурков. — М. : Советская энциклопедия, 1968. — Т. 5. Мурари — Припев.
- Зорин М. И. Лампе моей не гаснуть: литературные портреты, воспоминания, размышления / под ред. Егоровой В. — Рига: Лиесма, 1976. — 501 с.

### На ингушском
- Дахкильгов И. А. Гӏалгӏай говзаме литература (1944-ча шеррага кхаччалца) :  [ингуш.] / Гл. ред.: Т. И. Машуков; Рец.: М. Матиев, А. Евлоева. — Нальчик : ГП КБР РПК, 2009. — 608 с. : ил. — 1000 экз. — ISBN 978-5-9996-0018-9.